# Ted Armgren
Ted Armgren (* 27. Mai 1988) ist ein ehemaliger schwedischer Biathlet.
Ted Armgren nahm erstmals 2008 in Ruhpolding an Junioren-Weltmeisterschaften teil und belegte die Ränge 58 im Einzel, 67 im Sprint und 14 mit der Staffel. Ein Jahr später erreichte er in Canmore die Plätze acht mit der Staffel wie auch im Einzel, 28 im Sprint und 26 im Verfolgungsrennen. Bei den ersten Weltcuprennen 2010 in Oberhof konnte Armgren sein Debüt in der höchsten Wettkampfserie des Biathlons geben. Mit der Staffel erreichte er an der Seite von Fredrik Lindström, Mattias Nilsson und David Ekholm als Schlussläufer den zehnten Platz. Zwei Tage später gewann er als 26. des Sprints im ersten Einzelrennen seiner Weltcup-Karriere erste Weltcuppunkte. Bei den Schwedischen Meisterschaften im Biathlon 2010 gewann Armgren im Sprint die Bronzemedaille.

## Platzierungen im Biathlon-Weltcup
Die Tabelle zeigt alle Platzierungen (je nach Austragungsjahr einschließlich Olympische Spiele und Weltmeisterschaften).
- 1.–3. Platz: Anzahl der Podiumsplatzierungen
- Top 10: Anzahl der Platzierungen unter den ersten zehn (einschließlich Podium)
- Punkteränge: Anzahl der Platzierungen innerhalb der Punkteränge (einschließlich Podium und Top 10)
- Starts: Anzahl gelaufener Rennen in der jeweiligen Disziplin
- Staffel: inklusive Mixed- und Single-Mixed-Staffeln

| Platzierung         | Einzel | Sprint | Verfolgung | Massenstart | Staffel | Gesamt |
| ------------------- | ------ | ------ | ---------- | ----------- | ------- | ------ |
| 1. Platz            |        |        |            |             |         |        |
| 2. Platz            |        |        |            |             |         |        |
| 3. Platz            |        |        |            |             |         |        |
| Top 10              |        |        |            |             | 6       | 6      |
| Punkteränge         | 1      | 4      | 1          |             | 15      | 21     |
| Starts              | 10     | 38     | 9          |             | 16      | 73     |
| Stand: Karriereende |        |        |            |             |         |        |